# 한상률
한상율(韓相律, 1953년 11월 25일 ~ , 충남 서산 (현 태안)은 국세청장을 역임한 세무공무원이다.

## 학력
- 송암초등학교
- 태안중학교
- 태안고등학교
- 서울대학교 농업교육학 학사
- 서울대학교 행정대학원 석사

## 경력
- 제21회 행정고등고시 합격
- 국세청 청장 비서관
- 서울시 삼성세무서장
- 국세청 재산세2과장
- 국세청 개인납세국 소득세과장
- 국세청 국제조세관리관실 국제조사담당관
- 중부지방국세청 조사2국장
- 서울지방국세청 조사4국장
- 국세청 조사국장
- 서울지방국세청장
- 국세청 차장
- 국세청장
- 재경 태안군 향우회 회장
- 태안 꽃축제 추진위원장

## 논란
- 국세청장 재직 시 노무현 전 대통령의 오랜 후원자인 박연차 회장의 태광실업을 세무조사한 후 노 전 대통령의 가족 간 돈거래 내용을 청와대에 보고했다. 이 후 해당 내용을 검찰에 신고해 박연차 게이트를 기획했다는 의혹이 있다.
- 그림 로비 의혹과 부적절한 골프 회동으로 국세청장직을 사퇴한 뒤 국세청 차장 시절 당시 상관이였던 전군표 전 국세청장에게 뇌물을 준 사실이 드러나 미국으로 출국해 뉴욕 주립 대학교 올버니 공공행정·정책학과 방문연구원 자격으로 머물렀다.[1][2]
- 당시 검찰은 그림로비 의혹과 표적 세무조사 논란과 관련된 핵심 인물을 출국 금지 시키지 않아 노 전 대통령을 겨냥한 표적 사정을 위한 것이 아니냐는 의혹이 제기됐지만[3] 검찰은 형식적인 서면조사만 했다.[4] 또한 박연차 게이트 수사결과 발표에서 한 전 국세청장이 귀국하더라도 수사할 계획이 없다고 밝혔다.[5]
- 한 전 청장은 2011년 2년 만에 귀국해 그림 뇌물 공여 혐의로 기소되었으나, 법원은 그림이 전달된 정황에 대해 인지했다는 사실이 증명되지 못해 무죄를 선고했다.[6]
- 나주세무서의 김동일 주무관(6급)은 한 전 청장을 비판하는 글을 국세청 내부게시판에 올렸다가 해임됐다. 이 후 행정 소송을 통해 해임 취소 판결을 받아 복직하였다.[7][8]
- 국세청의 안원구 전 국장은 한 전 청장이 태광실업 세무조사와 관련해 1주일에 두 번씩 대통령 독대보고를 하고 있다고 주장하였다. 이를 근거로 민주당은 태광실업 세무조사는 기획세무조사였으며 이는 노 전 대통령의 죽음의 단초가 되었다고 주장하였다.[9]

## 수상
- 홍조근정훈장
- 제3회 한EU협력상 최고 세계화상

## 역대 선거 결과
| 실시년도 | 선거   | 대수 | 직책     | 선거구             | 정당   | 득표수   | 득표율          | 순위 | 당락 | 비고 |
| -------- | ------ | ---- | -------- | ------------------ | ------ | -------- | --------------- | ---- | ---- | ---- |
| 2016년   | 총선   | 20대 | 국회의원 | 충남 서산시·태안군 | 무소속 | 24,939표 | \| \| 23.65% \| | 3위  | 낙선 |      |
|          | 23.65% |      |          |                    |        |          |                 |      |      |      |